# Obcowanie płciowe
Obcowanie płciowe – spółkowanie lub jego surogat, np. stosunek oralny lub analny.

## Aspekty prawne
Doprowadzenie drugiej osoby do obcowania płciowego:
- przy użyciu przemocy, groźby bezprawnej lub podstępu
- przy wykorzystaniu bezradności lub wynikających z upośledzenia umysłowego lub choroby psychicznej brak zdolności tej osoby do rozpoznania znaczenia czynu lub pokierowania swoim postępowaniem
- przez nadużycie stosunku zależności lub wykorzystanie krytycznego położenia tej osoby

jest czynem zabronionym.